# Седмичник
По современной классификации название является устаревшим, все виды рода Седмичник отнесены к роду Вербейник (Lysimachia).
Седми́чник (лат. Trientális) — небольшой род травянистых растений семейства Первоцветные (Primulaceae), произрастающих в Евразии и на северо-западе Северной Америки.

## Этимология названия
Родовое имя Trientalis происходит от латинского выражения «одна треть ноги» — приблизительная высота растения.

## Ботаническое описание

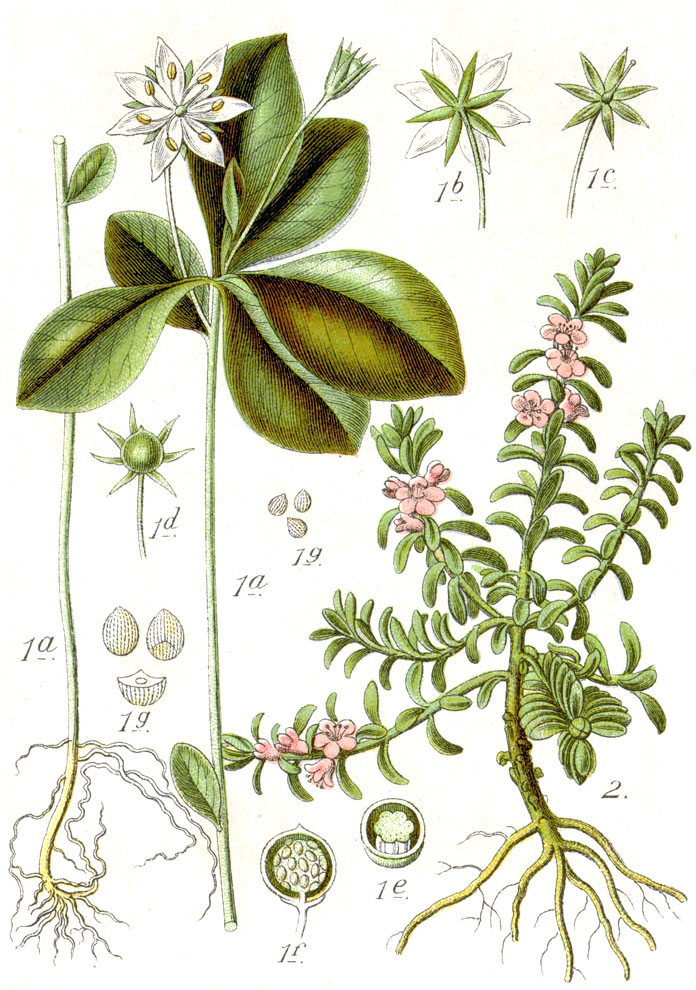
(слева).

Многолетние травянистые растения с прямым стеблем.Высотой до 20 см
Листья немногочисленные, очерёдные, стеблевые. Верхушечные листья, более крупные, собраны розеткой, продолговато обратнояйцевидные и коротко заострённые.
Цветки на длинных, тонких цветоножках, пазушные, чашечка 7—9-раздельная, венчик белый.

## Распространение и экология

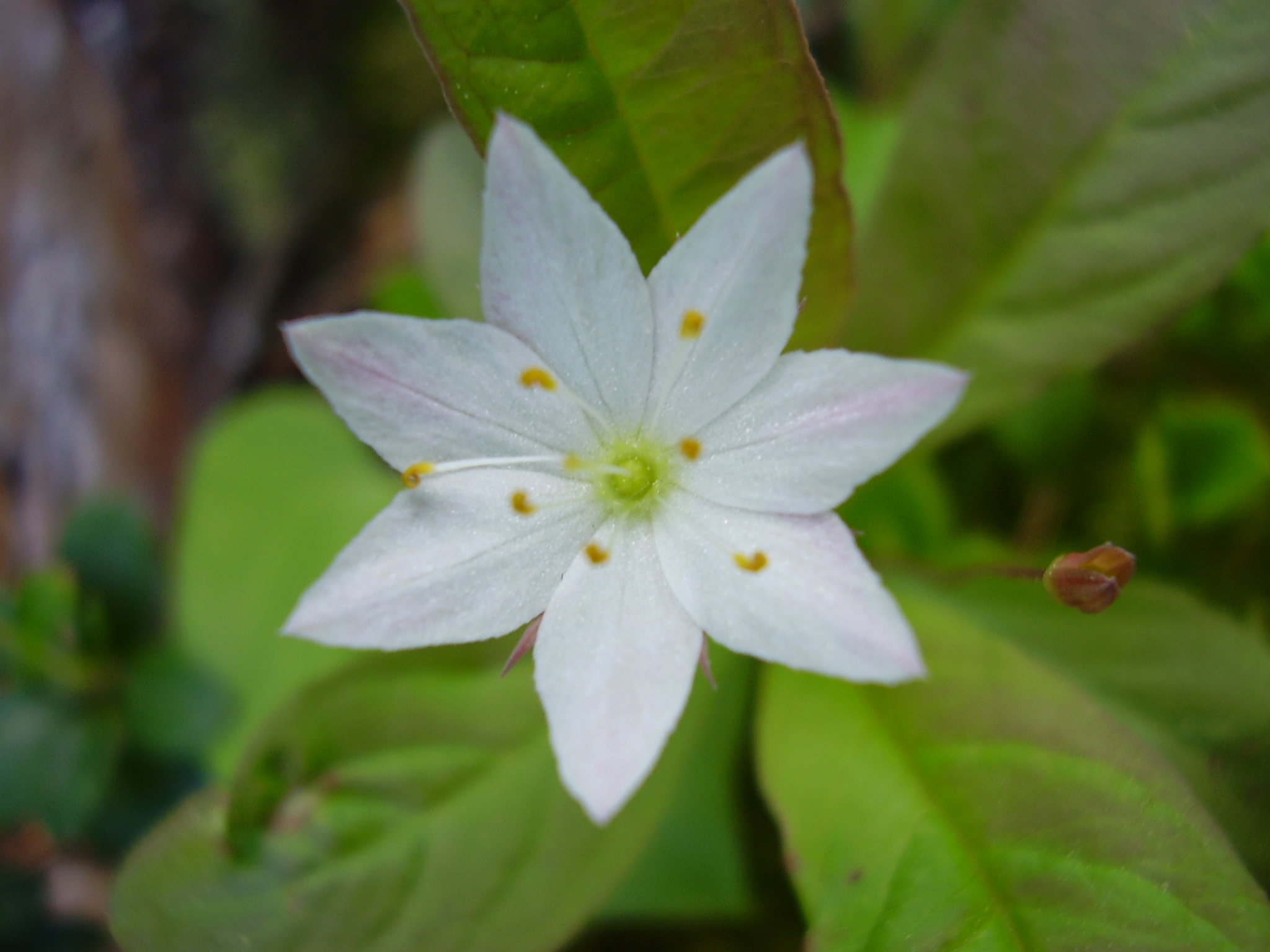
Цветок седмичника европейского

Произрастает на севере Евразии и северо-западе Северной Америки.
Встречается в лесных зонах, на сухих склонах гор и каменистых холмах.
Самоопыляющиеся растения. Основной способ размножения вегетативный, посредством столонов, на концах которых образуются клубеньки с почкой возобновления и придаточными корнями. Осенью материнские растения и столоны отмирают, а из клубеньков развиваются весной новые побеги.
Благодаря эффективному размножению с помощью столонов седмичник является одним из массовых растений елового леса.

## Классификация

### Таксономия
Род Седмичник (Trientalis) долгое время входил в семейство Первоцветные (Primulaceae), в 2000 году ботаники M. Källersjö, G. Bergqvist и A. A. Anderberg на основе анализа ДНК пересмотрели классификацию этого семейства, в результате род был переведён в семейство Мирсиновые (Myrsinaceae).
|  |                                      |  |                                                             |                                                             |                      |  | ещё 25 семейств (согласно Системе APG II) |                                                |                                                |                                                                        |
|  |                                      |  |                                                             |                                                             |                      |  |                                           |                                                |                                                | три вида: Trientalis borealis Trientalis europaea Trientalis latifolia |
|  |                                      |  |                                                             | порядок Верескоцветные                                      |                      |  |                                           |                                                | род Седмичник                                  |                                                                        |
|  |                                      |  |                                                             | порядок Верескоцветные                                      |                      |  |                                           |                                                | род Седмичник                                  |                                                                        |
|  | отдел Цветковые, или Покрытосеменные |  |                                                             |                                                             | семейство Мирсиновые |  |                                           |                                                |                                                |                                                                        |
|  | отдел Цветковые, или Покрытосеменные |  |                                                             |                                                             |                      |  |                                           |                                                |                                                |                                                                        |
|  |                                      |  | ещё 44 порядка цветковых растений (согласно Системе APG II) | ещё 44 порядка цветковых растений (согласно Системе APG II) |                      |  |                                           | около 40 родов, включающие примерно 1500 видов | около 40 родов, включающие примерно 1500 видов |                                                                        |
|  |                                      |  |                                                             | ещё 44 порядка цветковых растений (согласно Системе APG II) |                      |  |                                           |                                                | около 40 родов, включающие примерно 1500 видов |                                                                        |

### Виды
Род насчитывает три вида:
- Trientalis borealis Raf. — Седмичник северный
- Trientalis europaea L. typus[4] — Седмичник европейский [syn.  Trientalis arctica Fisch. ex Hook. — Седмичник арктический]
- Trientalis latifolia Hook. — Седмичник широколистный

По информации базы данных The Plant List, род включает следующие виды:
- Trientalis arctica Fisch. ex Hook.
- Trientalis borealis Raf. — Седмичник северный
- Trientalis latifolia Hook. — Седмичник широколистный

Вид Седмичник европейский (Trientalis europaea L.) считается синонимом вида Lysimachia europaea (L.) U.Manns & Anderb.